# Bucureșci
Bucureșci [bukuˈreʃtʃʲ] (veraltet București; ungarisch Bukuresd) ist eine Gemeinde im Kreis Hunedoara in der Region Siebenbürgen in Rumänien.
Der Ort ist auch unter den rumänisch veralteten Bezeichnungen Bucureștii de Sus und Bucureștii de Jos und den ungarischen Alsóbukurest und Felsőbukurest bekannt.

## Geographische Lage

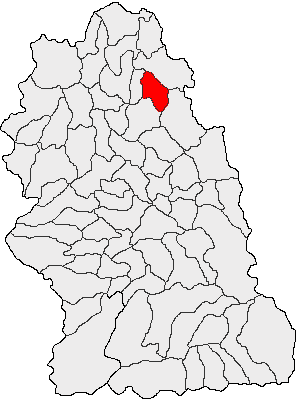
Lage der Gemeinde Bucureșci im Kreis Hunedoara

Die Gemeinde Bucureșci liegt in der Brad-Senke (Depresiunea Bradului) nördlich des Siebenbürgischen Erzgebirges (Munții Metaliferi), im historischen Stuhlbezirk Brád (heute Brad) des Hunyader Komitat (Komitat Eisenmarkt). Am gleichnamigen Fluss – ein linker Nebenfluss des Crișul Alb (Weiße Kreisch) – und der Kreisstraße (drum județean) DJ 741 gelegen, befindet sich der Ort etwa 10 Kilometer östlich von der Kleinstadt Brad (Tannenhof); die Kreishauptstadt Deva (Diemrich) liegt etwa 45 Kilometer südlich von Bucureșci entfernt.

## Geschichte

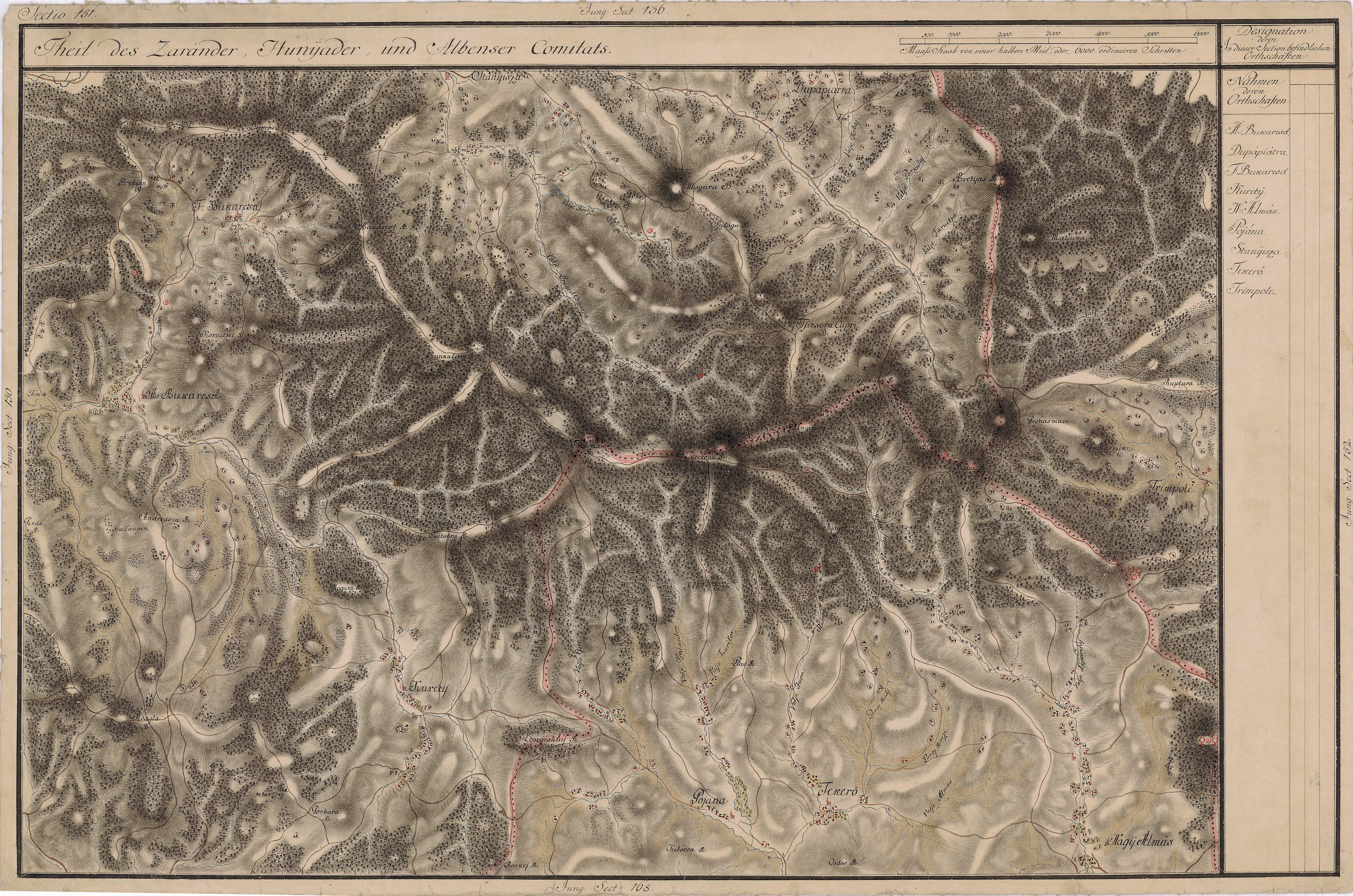
Die Weiler Ober- und Unter Bukaresd in der Josephinischen Landaufnahme von 1769 bis 1773

Eine urkundliche Erwähnung des Ortes Bucureșci ist erst seit der Josephinischen Landaufnahme von 1769 bis 1773 unter den Bezeichnungen F. Bukaresd (Ober Bukaresd) und A. Bukaresd (Unter Bukaresd) bekannt. In der Josephinischen Karte sind in den Weilern Ober- und Unter Bukaresd je eine Kirche und entlang des Baches mehrere Stampfmühlen eingetragen.
Eine Besiedlung des Ortes reicht wegen der Goldvorkommen auf dem Gebiet der Gemeinde – nach Angaben von M. Pálfy –, bis in die Römerzeit zurück.
Nach dem Zusammenbruch der Goldförderung in der Region haben zahlreiche Menschen die Gemeinde verlassen oder sind heute hauptsächlich in der Holzwirtschaft tätig.

## Bevölkerung
Seit der offiziellen Erhebung von 1850 wurde auf dem Gebiet der heutigen Gemeinde überwiegend Rumänen registriert. Die höchste Einwohnerzahl (3169) – und gleichzeitig die der Rumänen (3151) – wurde 1910 ermittelt. Die höchste Bevölkerungszahl der Roma (38) wurde 1930, die der Magyaren (9) 1966 und die der Rumäniendeutschen (5) wurde 1910 registriert. 2002 wurden in der Gemeinde Bucureșci 1924 Menschen gezählt. Des Weiteren wurde 2002 auch ein Ukrainer registriert. Bei der Volkszählung 2011 wurden in 632 Haushalten der Gemeinde 1553 Menschen gezählt.
Neben der Forstwirtschaft – der Hauptbeschäftigung – sind auch die Bienenzucht und das Einsammeln der Waldfrüchte nennenswerte Beschäftigungen der Bevölkerung.

## Sehenswürdigkeiten
- Die Holzkirche Sf. Nicolae, 1785 im eingemeindeten Dorf Curechiu errichtet, hat zahlreiche auf Holz und Glas gemalte Ikonen und steht unter Denkmalschutz.[6]
- Die Holzkirche Înălțarea Sf. Cruci aus dem Jahr 1780 sowie das Anwesen der Fam. Jurca im 19. Jahrhundert im eingemeindeten Dorf Rovina errichtet, stehen unter Denkmalschutz.[6]

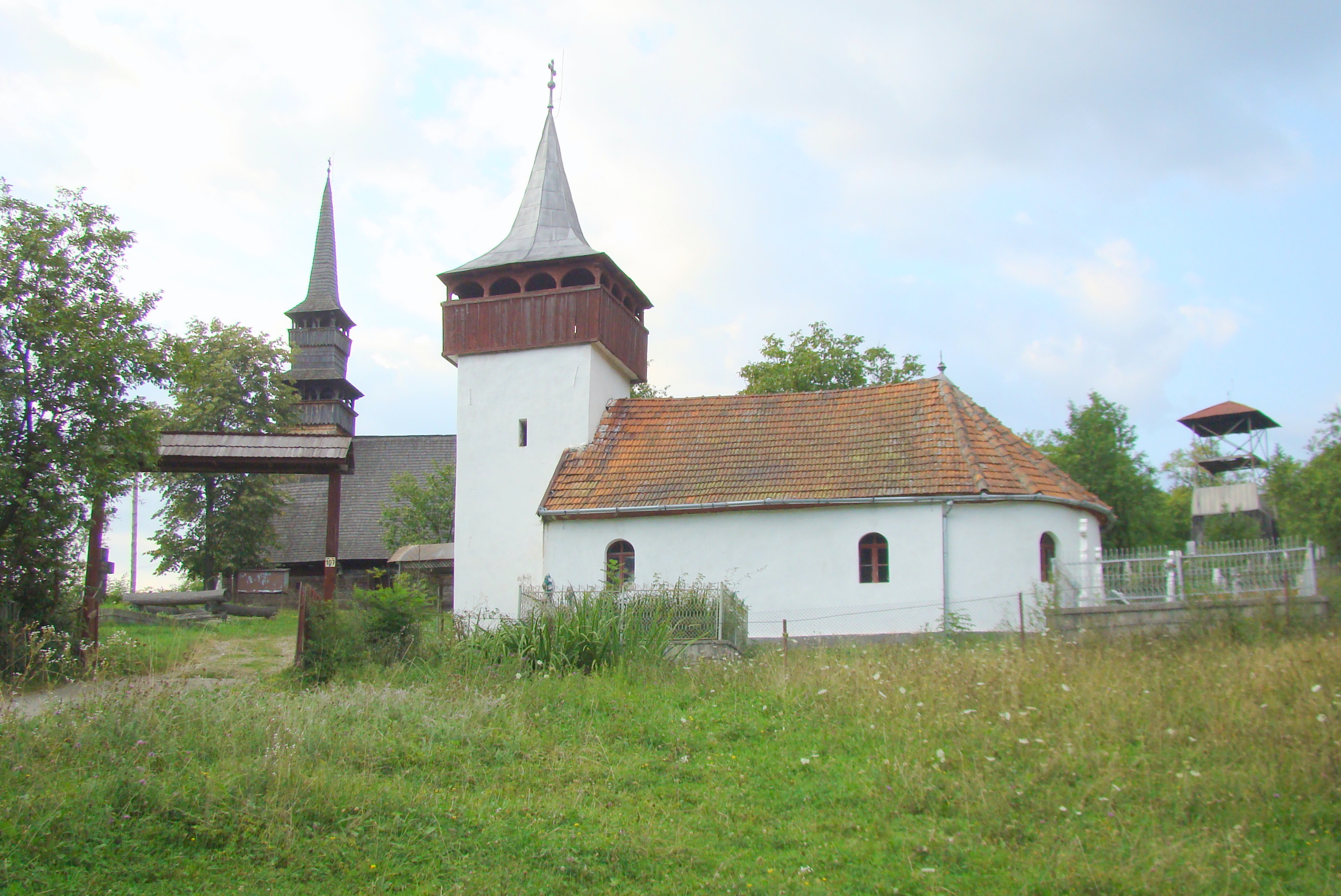
Kirchen in Curechiu
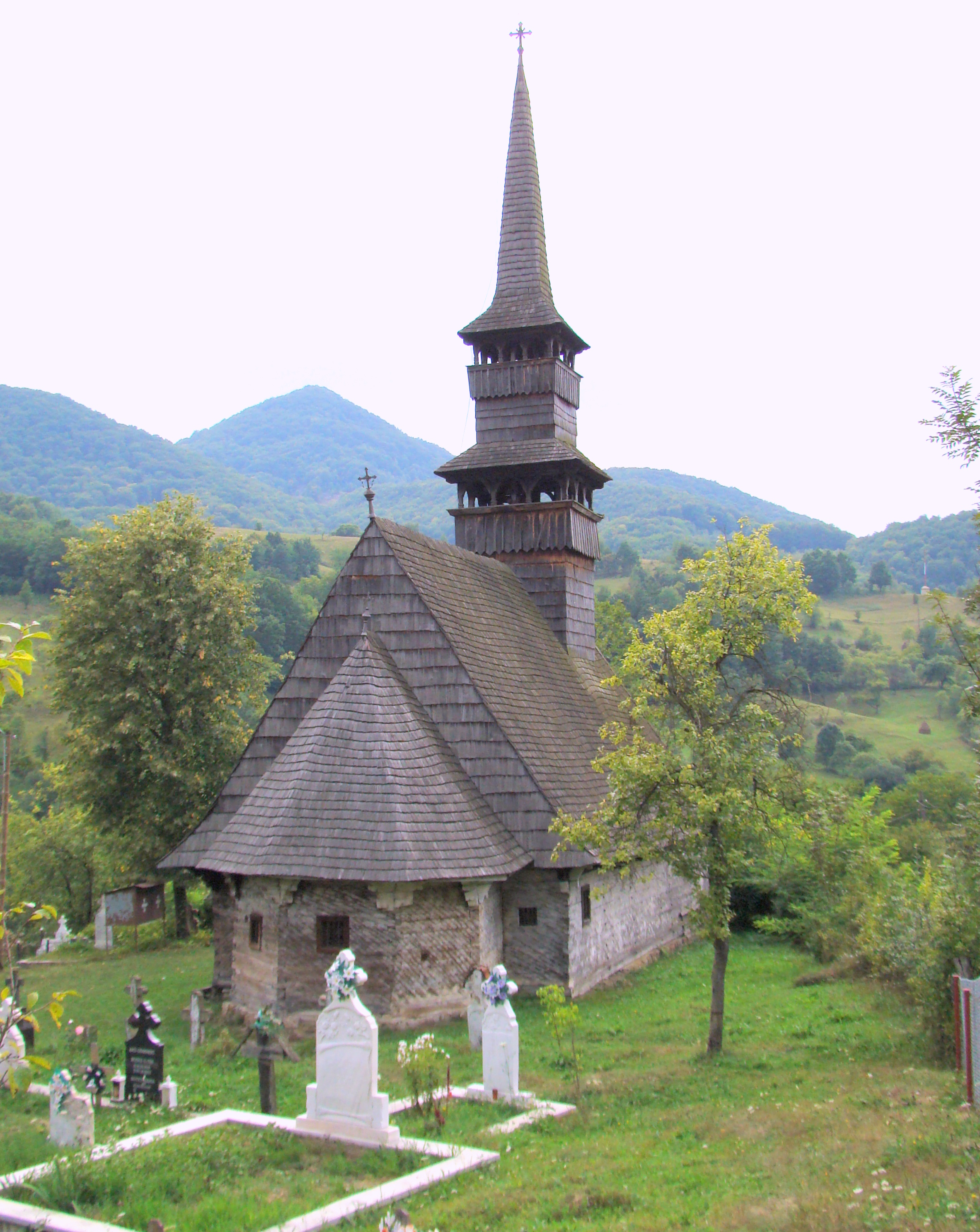
Holzkirche in Curechiu
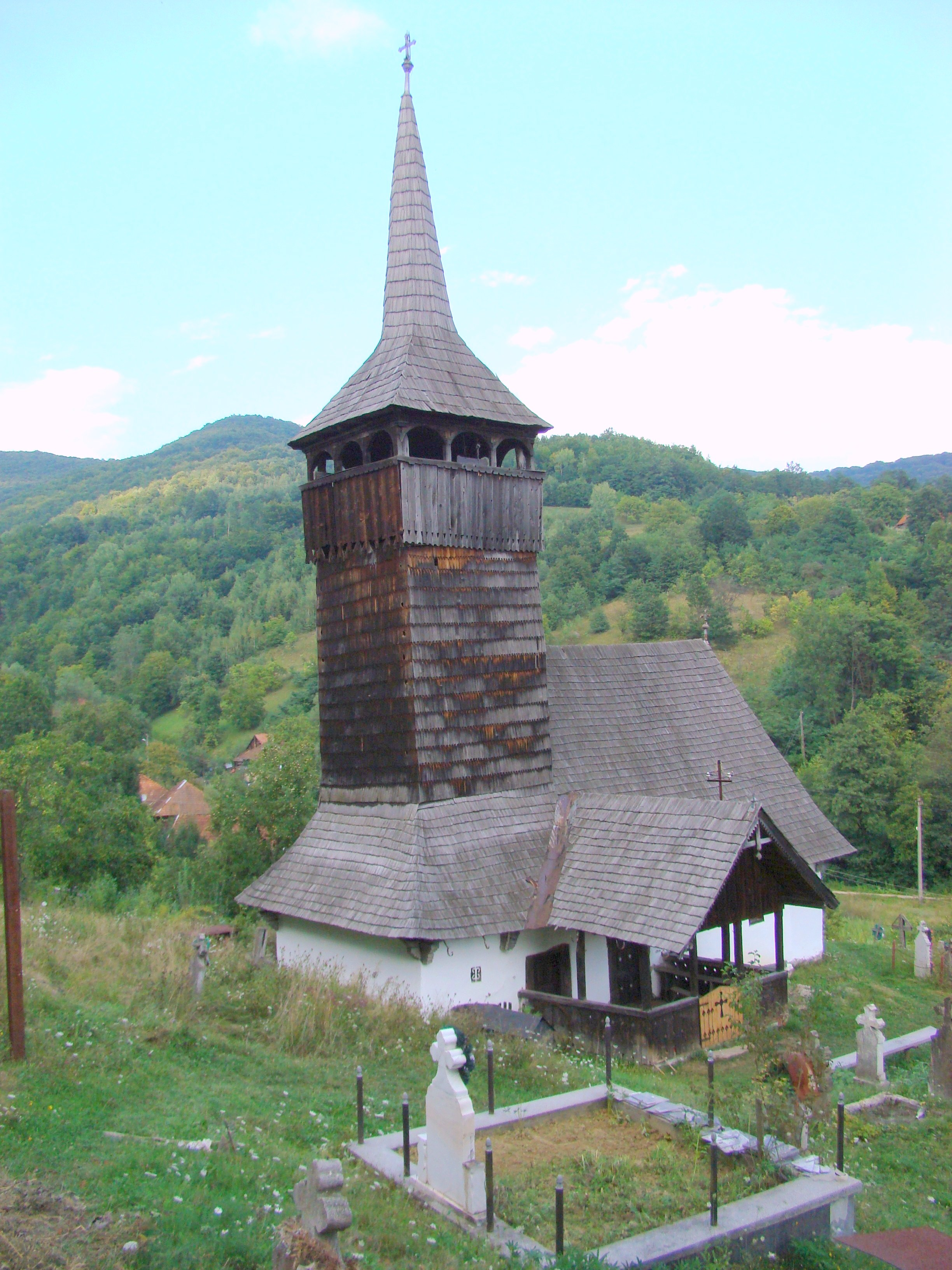
Holzkirche in Rovina